# Haus zum Erker

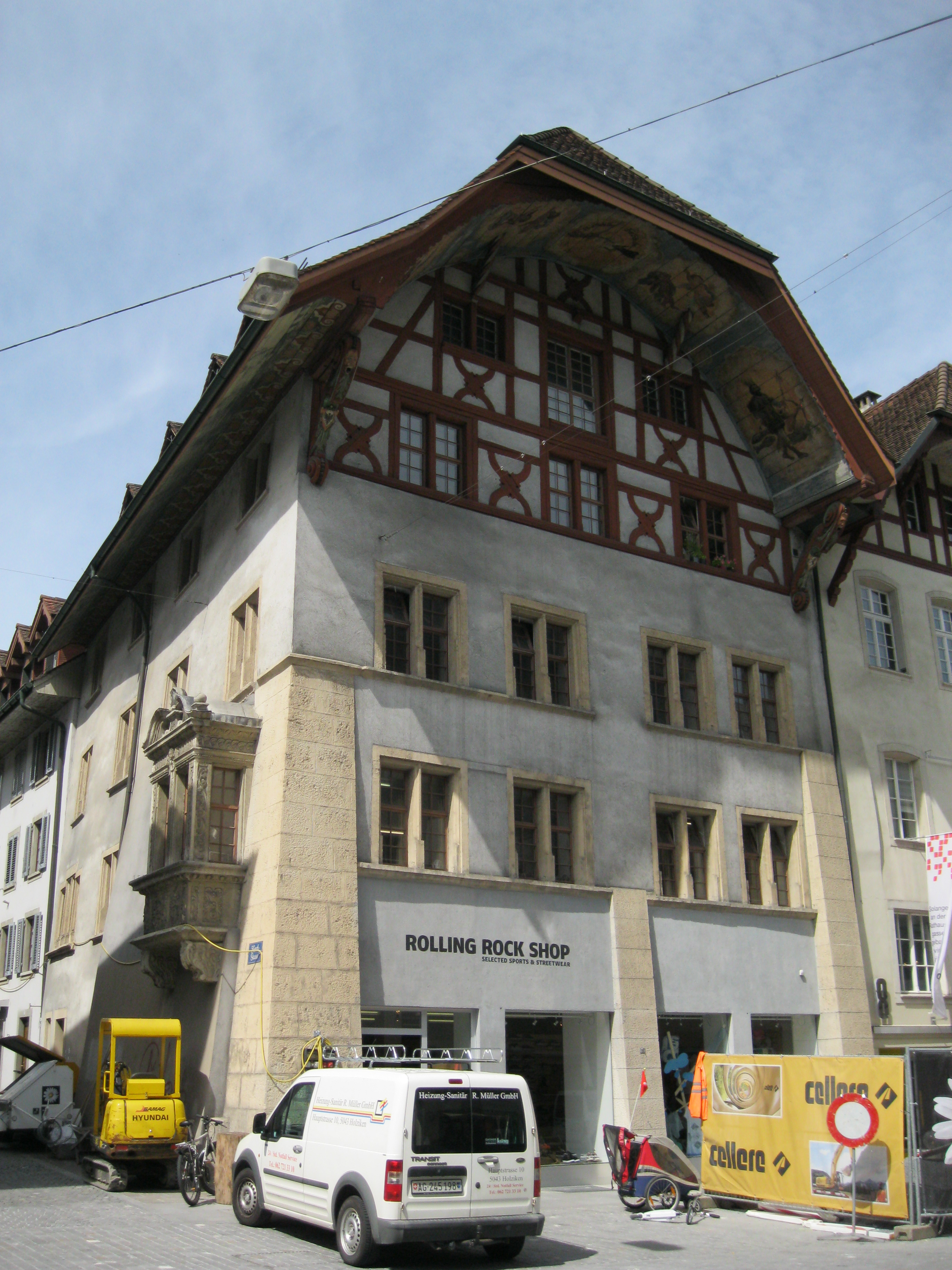
Haus zum Erker

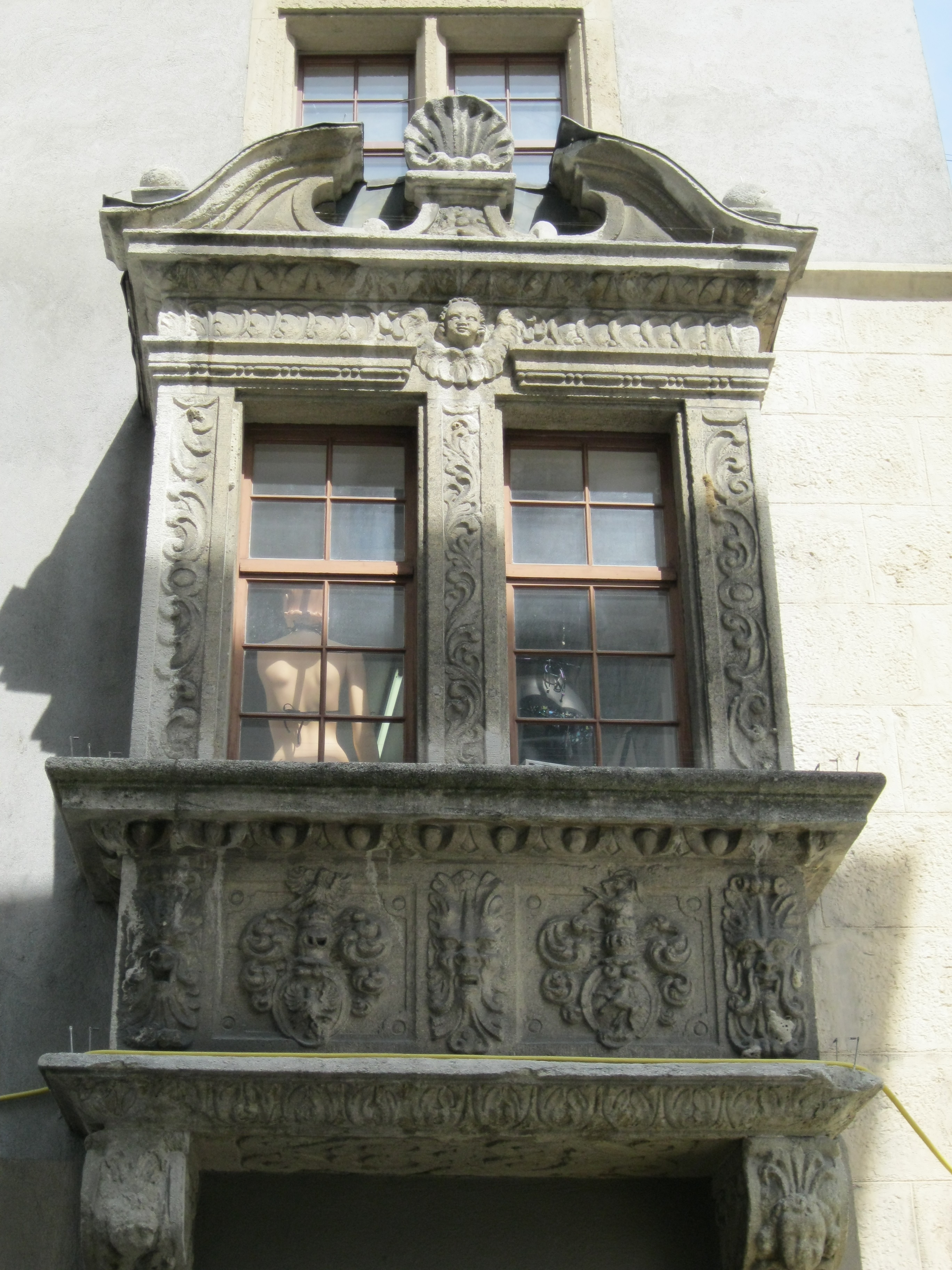
Der namensgebende Erker

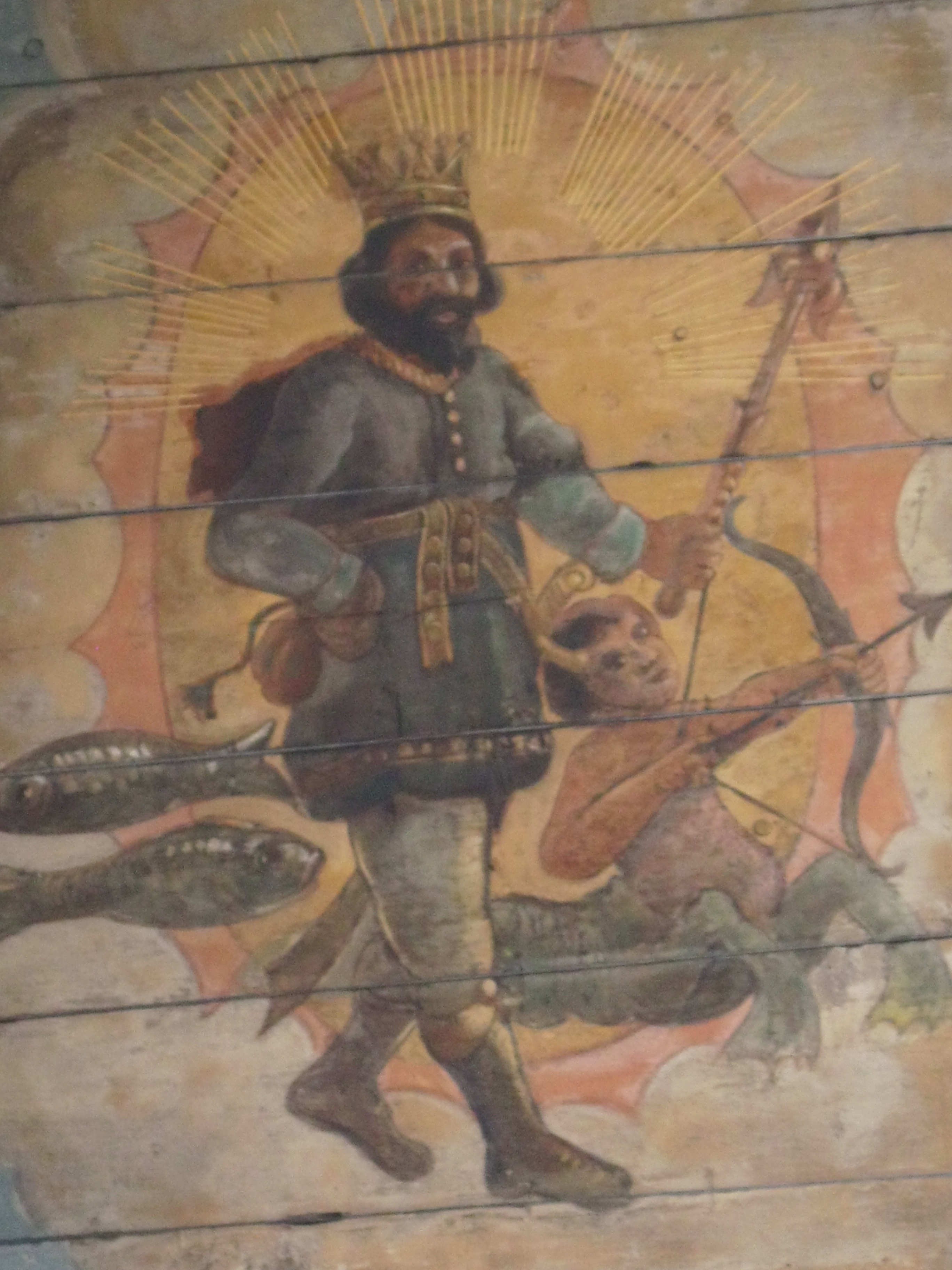
Detailansicht der Ründe

Das Haus zum Erker (früher auch Egglinhaus und Weibezahlhaus genannt) ist ein Gebäude in der Altstadt von Aarau. Es befindet sich an der Rathausgasse 10 und steht als Kulturgut von nationaler Bedeutung unter Denkmalschutz.

## Geschichte
In den Jahren 1664/65 liess Hans Georg Egglin einen durchgreifenden Umbau des bereits an diesem Standort befindlichen Gebäudes vornehmen. Dabei wurde der Dachfirst um 90° gedreht und quer zur Rathausgasse gestellt, so dass das ebenfalls zu seinem Besitz gehörende Nachbarhaus an der Kirchgasse unter dasselbe Dach einbezogen werden konnte. Von 1534 bis 1918 befand sich im Erdgeschoss eine Apotheke. 1923 und 1946 wurde das Innere zu einem modernen Geschäftshaus umgebaut.

## Bauwerk
Das viergeschossige Gebäude ist im spätgotischen Stil erbaut. Die Ecken sind bis ins zweite Stockwerk hinauf mit Quadern verstärkt, die Fenster mit Gewänden profiliert. Das dritte und vierte Stockwerk sind als Fachwerk ausgeführt. Darüber wölbt sich ein abgewalmtes Steildach mit weit vorkragendem Giebel, dessen Unterseite (Ründe) mit Tierkreiszeichen und biblischen Motiven bemalt ist.
An der Südseite ist im ersten Stockwerk ein Erker angebracht, der dem Haus seinen Namen gibt; die barocke Ausführung ist für Aarau einmalig. Der Erker besteht aus ornamentalen Brüstungsplatten mit ausladendem Gesims, Gebälk und Pfosten. Er ruht auf geschweiften Konsolen mit Puttenköpfen und wird von einem ebenfalls geschweiften Segmentgiebel bekrönt, durchbrochen von einer aufstrebenden Palmette.